# Baryatinsky (huyện)
Huyện Baryatinsky (tiếng Nga: ? райо́н) là một huyện hành chính tự quản (raion), của Tỉnh Kaluga, Nga. Huyện có diện tích 1159 kilômét vuông. Trung tâm của huyện đóng ở Baryatino.